# Olga Alexandrovna Ladyženská
Olga Alexandrovna Ladyženská (rusky Ольга Александровна Ладыженская; 7. března 1922, Kologriv, Kostromská oblast, Rusko, tehdy RSFSR – 12. ledna 2004, Petrohrad, Rusko) byla ruská matematička. Je známá především díky práci v oblastech parciálních diferenciálních rovnic a proudění tekutin. Pracovala na Hilbertově 19. problému a jako první přišla s důkazem konvergence diferenční metody pro Navierovu–Stokesova rovnici. Je autorkou více než 200 naučných prací včetně šesti monografií.